# Dani Kind

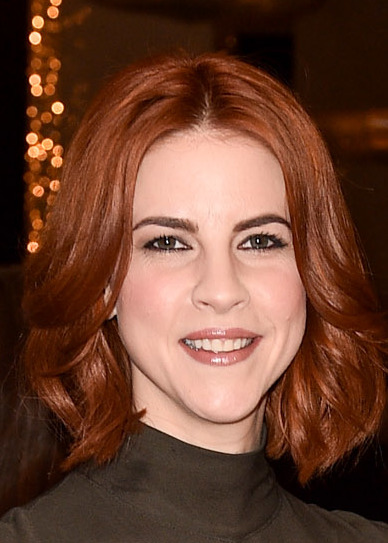
Dani Kind (2018)

Dani Kind (* 10. Januar 1980 als Danielle Kind) ist eine kanadische Schauspielerin, am bekanntesten durch die Darstellung der Figur "Anne Carlson" in der Serie Workin’ Moms.

## Persönliches
Kind wuchs in Toronto auf und entschied sich in der neunten Klasse für eine Karriere als Schauspielerin. Sie schloss sich daraufhin einer Highschool-Improvisationstheatergruppe an und belegte am College Theaterwissenschaften. Kind ist Mutter von zwei Söhnen.
Kind übernahm erste kleinere Rollen ab 2002. Seit 2017 gehört sie zum Hauptcast der Serie Workin’ Moms. Hierfür wurde sie seit 2019 vier Mal für den Canadian Screen Award nominiert.

## Filmographie (Auswahl)
- 2017–2023: Workin’ Moms (Fernsehserie)
- 2017–2021: Wynonna Earp (Fernsehserie)
- 2024: Humane (Stimme)